# Підгрупа уайтиту
Підгрупа уайтиту — підгрупа мінералів у складі групи джанситу.

## Склад підгрупи уайтиту
До складу підгрупи входять (формули відповідно до УНМ2022):
- Уайтит-(CaFeMg), IMA1975-001 — CaFe2+Mg2Al2(PO4)4(OH)2·8H2O.
- Уайтит-(СаМgМg), IMA 2016—001 — CaMg3Al2(PO4)4(OH)2·8H2O.
- Уайтит-(CaMnMg), IMA1986-012 — CaMn2+Mg2Al2(PO4)4(OH)2·8H2O.
- Уайтит-(CaMnMn), IMA 2011—002 — CaMn2+Mn2+2Al2(PO4)4(OH)2·8H2O.
- Уайтит-(MnFeMg), IMA1978-A — Mn2+Fe2+Mg2Al2(PO4)4(OH)2·8H2O.
- Уайтит-(MnMnMg), IMA 2015—092 — Mn2+Mn2+Mg2Al2(PO4)4(OH)2·8H2O.
- Уайтит-(MnMnMn), IMA 2021—049 — Mn2+ Mn2+Mn2+2Al2(PO4)4(OH)2·8H2O.
- Ритманіт — Mn2+Mn2+Fe2+2Al2(PO4)4(OH)2·8H2O.

У назвах мінералів підгрупи, що починаються з «уайтит», символи в дужках вказують на домінуючий атом у трьох різних структурних позиціях, позначених як X, M(1) і M(2), у такому порядку; наприклад, магній Mg завжди є домінуючим атомом у положенні M(2) для всіх мінералів підгрупи. Уайтит був названий на честь Джона Семпсона Уайта-молодшого (народився в 1933 році), помічника куратора мінералів у Смітсонівському інституті та засновника, редактора та видавця (1970—1982) Mineralogical Record.

## Елементарна комірка
Усі представники ряду належать до моноклінної сингонії з точковою групою 2/m. Більшість джерел дають просторову групу як P21/a для багатого на Ca та Fe члена, який був першим із серії, яку було описано, але Дана подає її як P2/a. Інші члени по-різному описані в різних джерелах як такі, що мають просторові групи P21/a, P2/a або Pa.
Є дві формульні одиниці в елементарній комірці (Z = 2). Параметри комірки дещо відрізняються між членами групи, але з точністю до ангстрема всі вони мають a = 15 Å, b = 7 Å і c = 10 Å, з β від 112,5 до 113,4. Окремі значення:
- Уайтит-(CaFeMg) a = 14,90 Å, b = 6,98 Å, c = 10,13 Å, β = 113,12
- Уайтит-(MnFeMg) a = 14,99 Å, b = 6,96 Å, c = 10,14 Å, β = 113,32
- Уайтит-(CaMnMg) a = 14,842 Å, b = 6,976 Å, c = 10,109 Å, β = 112,59

## Зовнішній вигляд
Мінерали підгрупи уайтиту, як правило, коричневі, рожеві або жовті, уайтит-(CaMnMg) також може мати світло-лавандовий колір. Прозорість — від прозорих до напівпрозорих, зі склоподібним блиском і білою або коричнево-білою рисою. Вони зустрічаються у вигляді агрегатів пластинчастих кристалів або товстих пластинчастих кристалів у формі каное. Уайтит з Рапід-Крік в Юконі, Канада, часто асоціюється з темно-синіми кристалами лазуліту (33 з 49 фотографій на Mindat.org).

## Оптичні властивості
Вважається, що оптичний клас є двовісним (+), але уайтит-(CaFeMg) може бути двовісним (−). Показники заломлення Nx = 1,580, Ny = від 1,584 до 1,585 і Nz = від 1,590 до 1,591, аналогічні показникам для кварцу.

## Фізичні властивості
Уайтити незмінно двійниковані, надаючи кристалам псевдоорторомбічний вигляд, а спайність від хорошої до ідеальної. Уайтити досить м'які, з твердістю 3-4, між кальцитом і флюоритом. Питома вага становить 2,58, подібна до кварцу. Не є радіоактивними.

## Утворення і прояви
Типовою місцевістю для уайтиту-(CaFeMg) і уайтиту-(MnFeMg) є ділянка Ілья, Такварал, Ітінга, долина Жекітіньонья, штат Мінас-Жерайс, Бразилія, а для уайтиту-(CaMnMg) це копальня «Тіп-Топ» (пегматит «Тіп-Топ»), Форміл, Кастер, округ Кастер, Південна Дакота, США. Типовий матеріал зберігається в Національній гірничій школі Парижу, Франція, і в Національному музеї природичої історії, Вашингтон, округ Колумбія, США, номер 123013.
У пегматиті Лавра-да-Ілья, Такварал, Бразилія, уайтит знайдений у складному зональному гранітному пегматиті, асоційованому з еосфоритом, заназіїтом, вардитом, альбітом і кварцом. У Блоу-Рівер, Юкон, Канада, він трапляється у багатих на залізо осадових породах із сидеритом, лазулітом, арроджадитом і кварцом. В Ілья-де -Такарал, Мінас-Жерайс, Бразилія, він трапляється вздовж швів і тріщин у кварці та альбіті, асоційованих з іншими фосфатами .